# Avishai (Vorname)
Avishai (hebräisch אֲבִישַׁי) ist ein männlicher Vorname.

## Herkunft und Bedeutung
Der Name ist die moderne hebräische Form von Abishai. Dieser biblischer Name wiederum bedeutet auf Hebräisch mein Vater ist ein Geschenk/eine Gabe. Im Alten Testament ist er einer der Helden von König David.

## Bekannte Namensträger
- Avishai Cohen (* 1970), israelischer Jazz-Bassist, Sänger, Bandleader, Komponist und Arrangeur des Modern Jazz
- Avishai Cohen (Trompeter) (* 1978), israelischer Jazztrompeter, Bandleader und Komponist
- Avishai Geller (* 1979), US-amerikanisch-israelischer Eishockeyspieler
- Avishai Margalit (* 1939), israelischer Philosoph